# Hispania (Antioquia)

Bandeira de Hispania.

Localização de Hispania, no departamento de Antioquia.

Hispania é uma cidade e município da Colômbia, no departamento de Antioquia. Dista 98 quilômetros de Medellín, a capital do departamento, e possui uma superfície de 58 quilômetros quadrados.